# Western contemporan

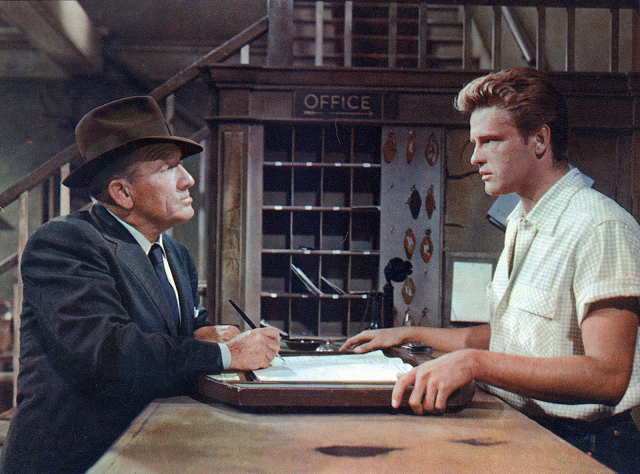
Spencer Tracy și John Ericson în westernul contemporan Bad Day at Black Rock (1955).

Westernul contemporan, cunoscut și sub denumirea de neowestern, postwestern sau western urban, este un subgen al filmului western. Acesta prezintă teme, arhetipuri și motive specifice Vestului Sălbatic într-un cadru contemporan.

## Dezvoltare
Primele exemple ale genului au fost lungmetrajele cu actorul Roy Rogers în rol principal. Toate filmele sale post-1947 sunt caracterizate ca fiind „aproape fără excepție, filme de aventură moderne plasate în Vestul sălbatic”.:90, 153 Republic Pictures, studioul de film responsabil pentru filmele lui Gene Autry și Rogers, devenise ulterior cunoscut pentru producțiile sale de western contemporan.:153
Începând din epoca postbelică, drame radiofonice precum Tales of the Texas Rangers⁠(d) (1950-1952), un serial polițist contemporan desfășurat în Texas, implementau numeroase caracteristici specifice westernului tradițional. În această perioadă, apar precursorii filmelor moderne neowestern - The Lusty Men⁠(d) (1952) de Nicholas Ray și Bad Day at Black Rock (1955) de John Sturges⁠(d) .(p56) Primul val al lungmetrajelor moderne neowestern includ lungmetraje precum Lonely Are the Brave⁠(d) (1962) și Hud, texanul (1963).(p324) Subgenul a redevenit popular odată cu lansarea filmului Nu există țară pentru bătrâni (2007) al fraților Coen.
Trăsături specifice neowesternului pot fi observate în seriale de televiziune precum Breaking Bad. Conform creatorului emisiunii, Vince Gilligan, „după primul episod, am realizat că am putea produce un western contemporan. Privești scene similare celor cu pistolari pregătiți de duel, exact ca Clint Eastwood și Lee van Cleef - noi îl avem pe Walt și alții asemenea lui”.
Westernurile spațiale⁠(d) și științifico-fantastice pot fi considerate exemple de neowestern, în special dacă elementele științifico-fantastice nu au întâietate dață de caracteristicilor western ale poveștii. Cele mai cunoscute exemple sunt Star Trek: Seria originală (1966–1969), Mad Max (1979) și Serenity (2005).

## Cadru și motive
Unele producții neowestern, desfășurate în continuare în vestul Statelor Unite, dezvăluie conflictul dintre mentalitatea vestului sălbatic și civilizația secolului XX. Acest subgen prezintă personaje ale căror justițiarism „învechit” nu-și are locul în lumea „civilizată”. Totuși, westernul contemporan nu se limitează la cadrul tradițional al genului, Coogan's Bluff⁠(d) (1968) și Cowboyul de la miezul nopții (1969) fiind exemple de filme western urbane plasate în New York City.(pp148-149) Povestea serialului de televiziune neowestern Lege și dreptate (2010-2015) se desfășoară în estul statului Kentucky.
Genul neowestern are trei caracteristici principale. În primul rând, un mediu lipsit de reguli și ambiguitatea morală a personajelor; în al doilea rând, setea lor de dreptate, iar în ultimul rând, personaje capabile de compătimire. Ultima trăsătură leagă subgenul de westernul tradițional, accentuând tema universală conform căreia toate acțiunile au consecințe. Filmografia lui Taylor Sheridan⁠(d) include numeroase lungmetraje neowestern.

## Exemple

### Filme
- Hidden Valley (1932)[14]
- Thunder Over Texas (1934)
- Under Western Stars (1938)[15]:114
- Texas Rangers Ride Again (1940)[16]:58
- Man from Cheyenne (1942)[17]:23
- Silver Spurs (1943)[17]:153
- Bells of San Angelo (1947)[18]:19
- Springtime in the Sierras (1947)[19]
- North of the Great Divide (1950)[17]:90
- Heart of the Rockies (1951)[17]:90
- South of Caliente (1951)[17]:90
- Pals of the Golden West (1951)[17]:91
- Midnight Cowboy (1969)
- Dirty Harry (1971)[20]:181[21]:5
- The Getaway (1972)[22]
- Junior Bonner (1972)[22]
- J. W. Coop (1972)
- Bring Me the Head of Alfredo Garcia (1974)[22]
- Hearts of the West (1975)
- Assault on Precinct 13 (1976)[23]
- Comes a Horseman (1978)
- Lone Wolf McQuade (1983)
- Flashpoint (1984)
- Extreme Prejudice (1987)
- Road House (1989)
- El Mariachi (1992)[23]
- Red Rock West (1993)[24]
- Desperado (1995)
- Once Upon a Time in Mexico (2003)
- Lone Star (1996)
- The Way of the Gun (2000)
- Down in the Valley (2005)
- Kill Bill: Volume 2 (2004)
- The Three Burials of Melquiades Estrada (2005)
- Brokeback Mountain (2005)[23]
- Don't Come Knocking (2005)
- No Country for Old Men (2007)
- Gran Torino (2008)[25]
- Crazy Heart (2009)
- Out of the Furnace (2013)
- Mystery Road (2013)
- The Rover (2014)
- Blood Father (2016)
- Hell or High Water (2016)[26][23]
- Wind River (2017)[23][27]
- Logan (2017)[23]
- To Hell and Gone (2019)[28]
- Cry Macho (2021)[29]
- The Last Victim (2021)
- Nope (2022)[30]

### Televiziune
- Cade's County (1971–1972)
- Walker, Texas Ranger (1993–2001)
- Breaking Bad (2008–2013)
- Sons of Anarchy (2008–2014)
- Justified (2010–2015)
- Longmire (2012–2017)
- Better Call Saul (2015–2022)
- Mystery Road (2018–prezent)
- Yellowstone (2018–prezent)
- Too Old to Die Young (2019)
- Walker (2021–prezent)
- Joe Pickett (2021–prezent)
- Outer Range (2022–prezent)
- Dark Winds (2022–prezent)